# Hörby församling
Hörby församling är en församling i Frosta-Rönnebergs kontrakt i Lunds stift. Församlingen omfattar hela Hörby kommun i Skåne län. Församlingen utgör ett eget pastorat.

## Administrativ historik
Församlingen har medeltida ursprung. 
Församlingen var på medeltiden möjligen förenad med Högseröds församling (och Lyby församling) för att därefter till 2002 vara moderförsamling i pastoratet Hörby och Lyby som från 1974 även omfattade Fulltofta, Äspinge, Södra Rörums och Svensköps församlingar. År 2002 införlivades Lyby, Fulltofta, Äspinge, Södra Rörums och Svensköps församlingar. Församlingen utgör sedan dess ett eget pastorat. År 2014 införlivades Västerstads församling.
Före 1969 var församlingen delad av kommungräns och därför hade den två församlingskoder, 125105 för delen i Östra Frosta landskommun och 126600 (från 1967 126601) för delen i Hörby köping.

## Organister
| Verksam | Namn                  | Levnadstid | Övrigt |
| ------- | --------------------- | ---------- | ------ |
| 1952–   | Ebba Elisabeth Lybner | 1915–      | [ 5 ]  |

## Kyrkor

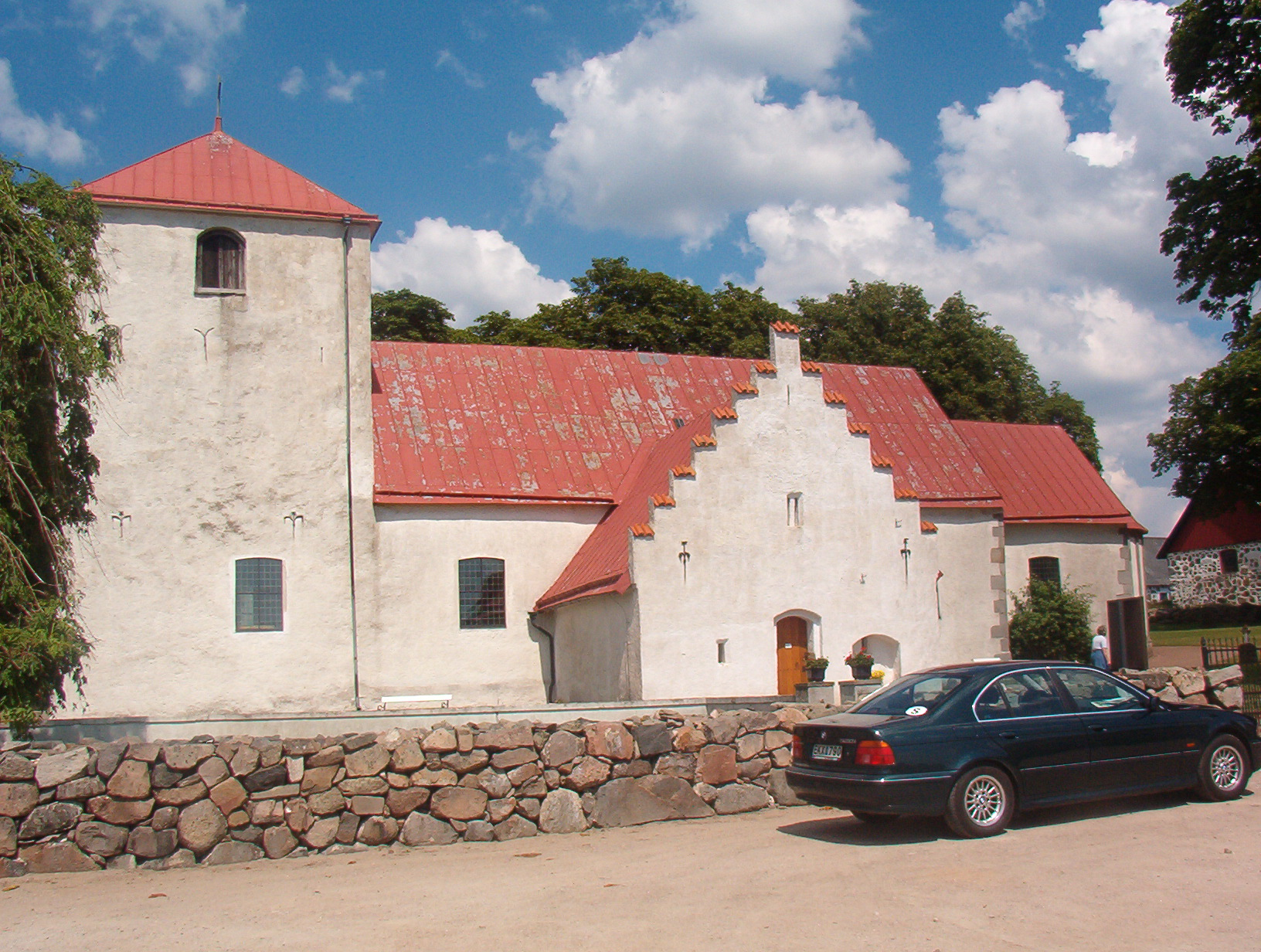
Fulltofta kyrka
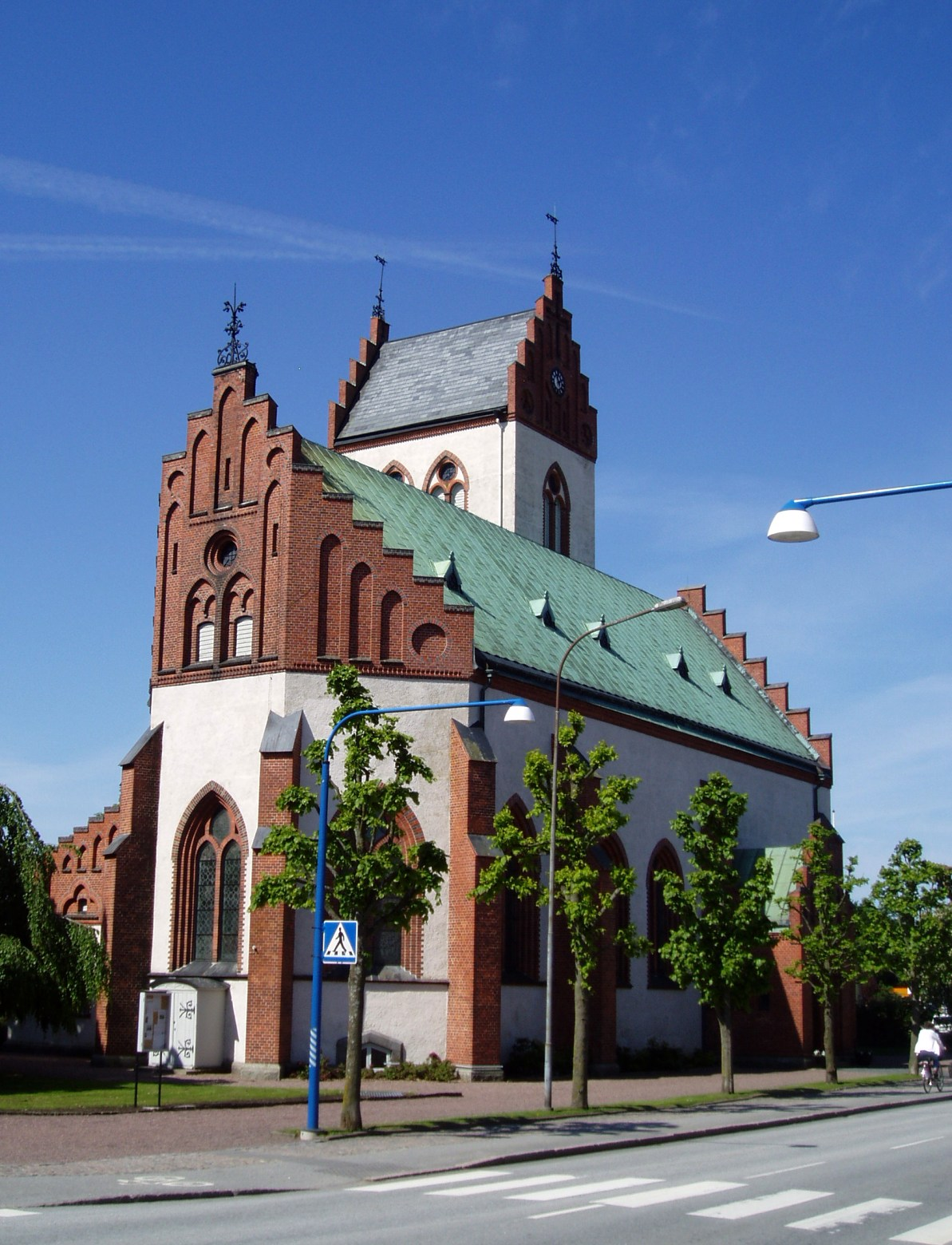
Hörby kyrka
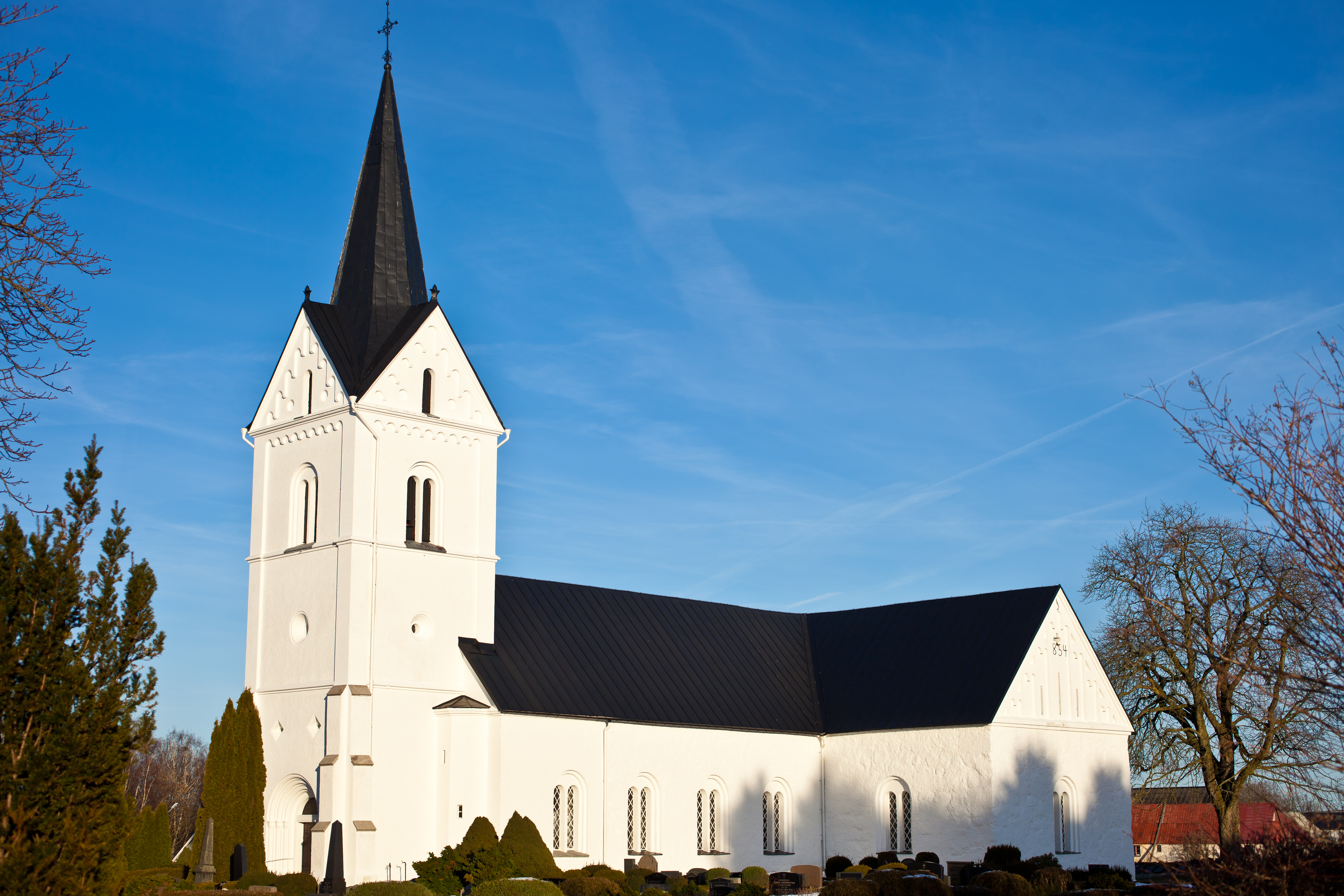
Lyby kyrka
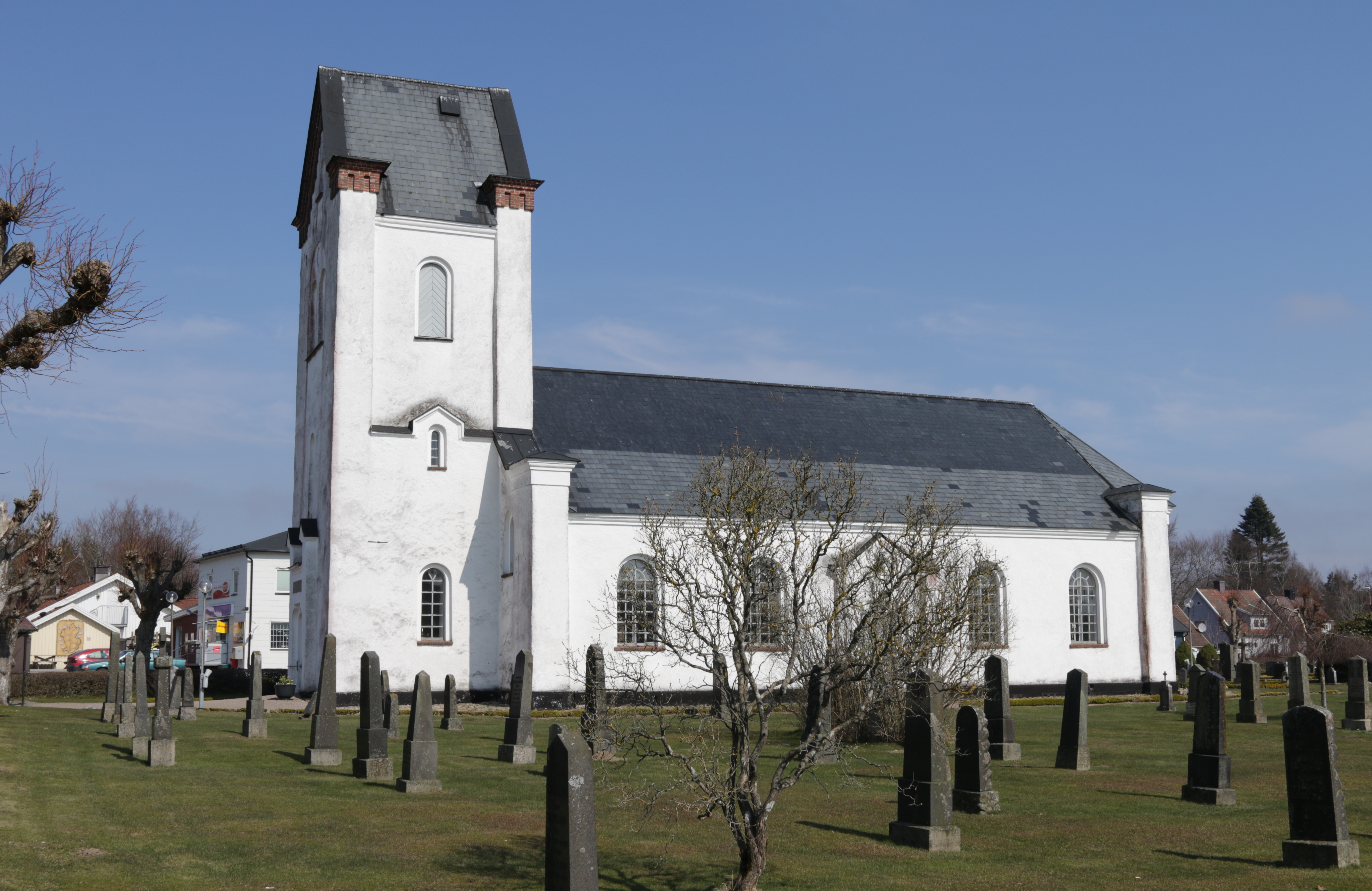
Svensköps kyrka
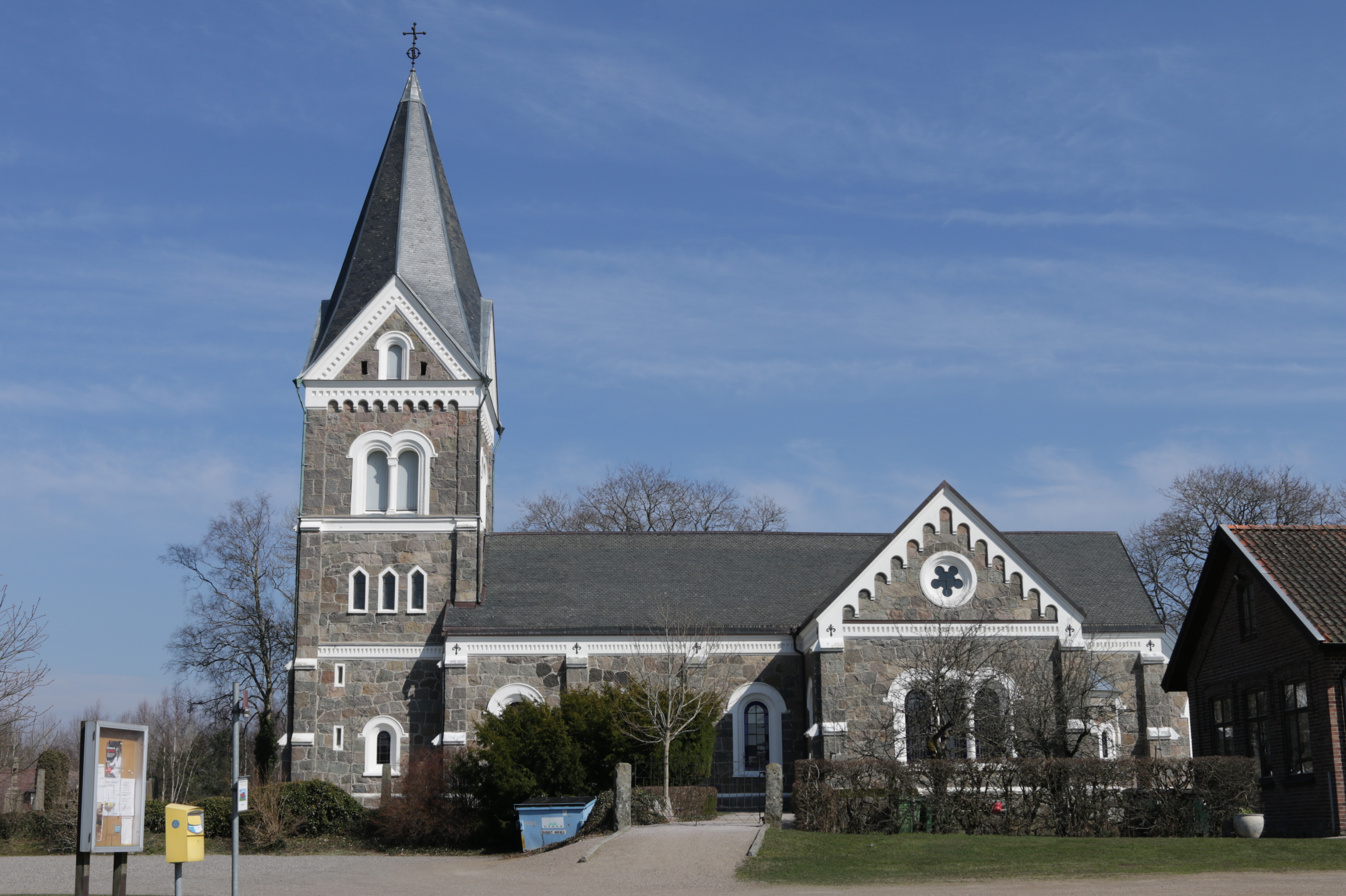
Södra Rörums kyrka
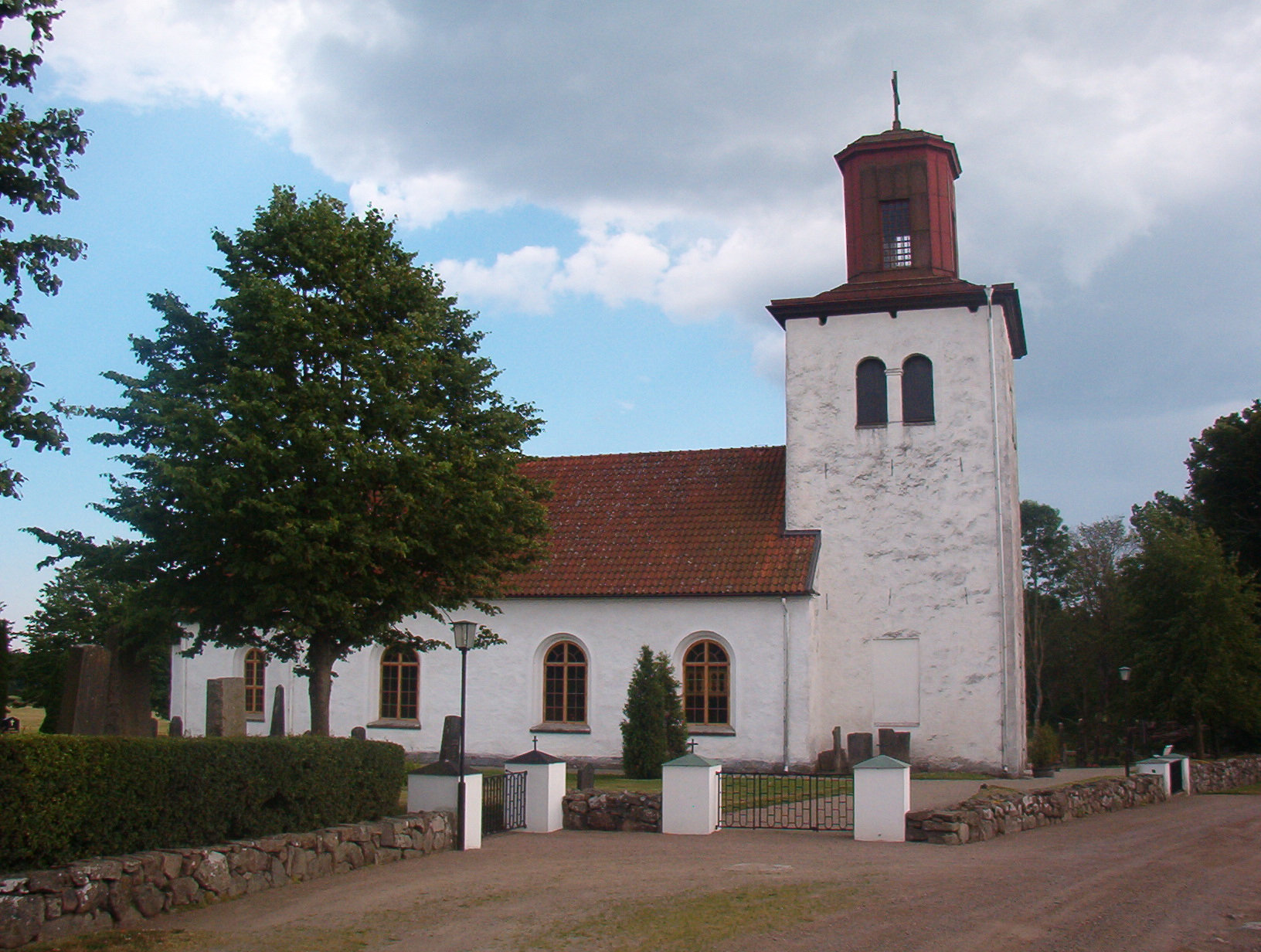
Äspinge kyrka
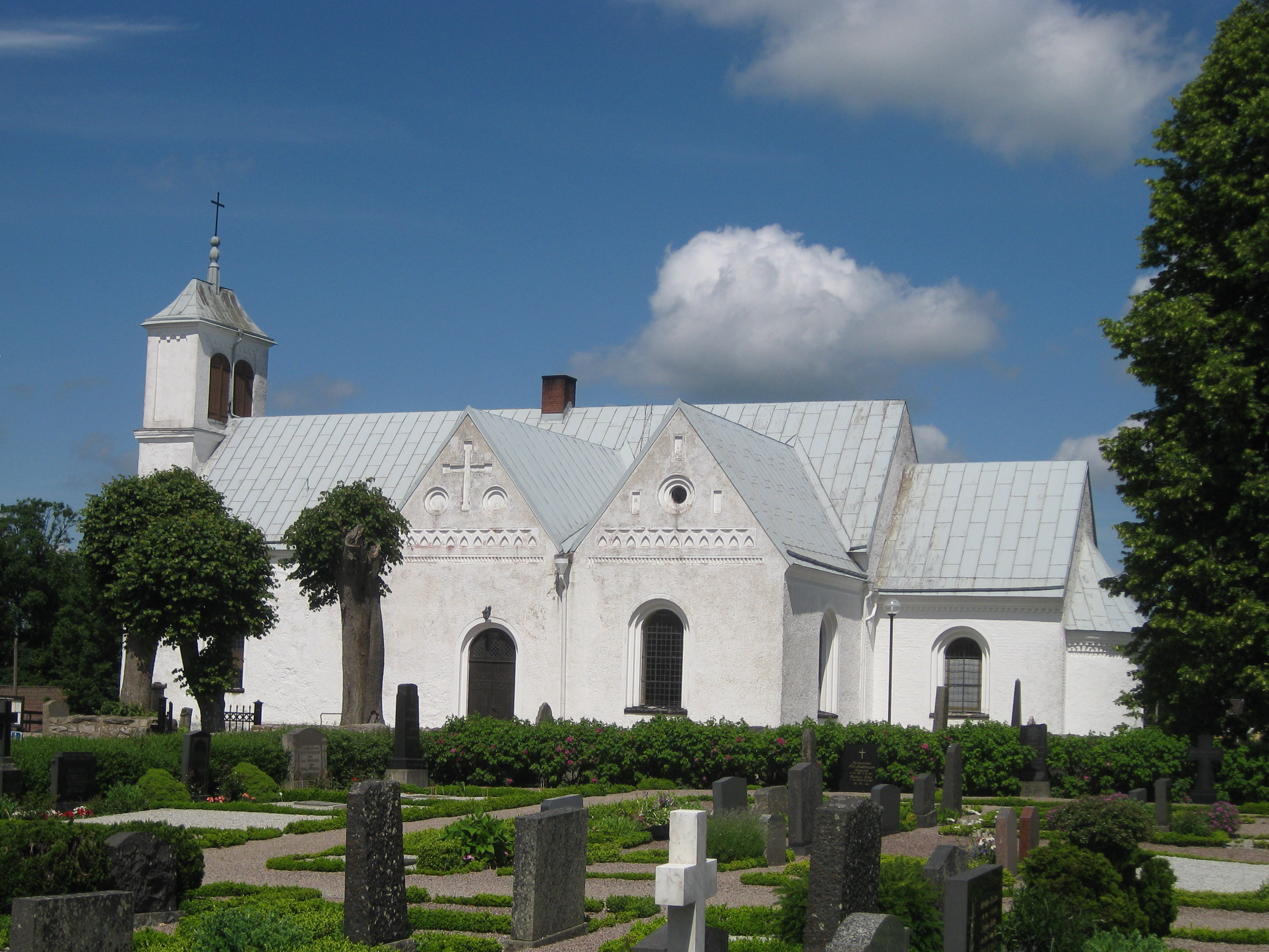
Långaröds kyrka
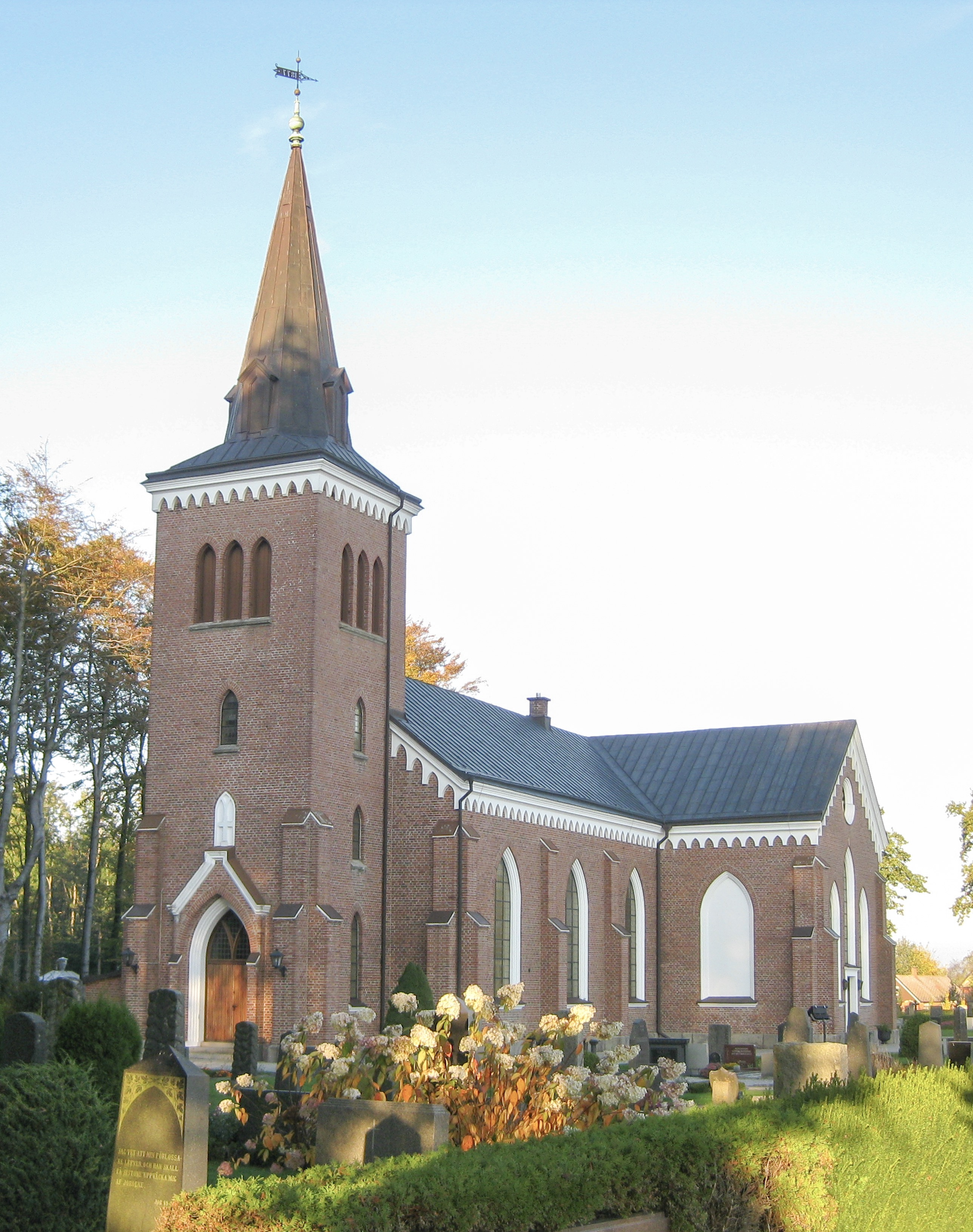
Västerstads kyrka
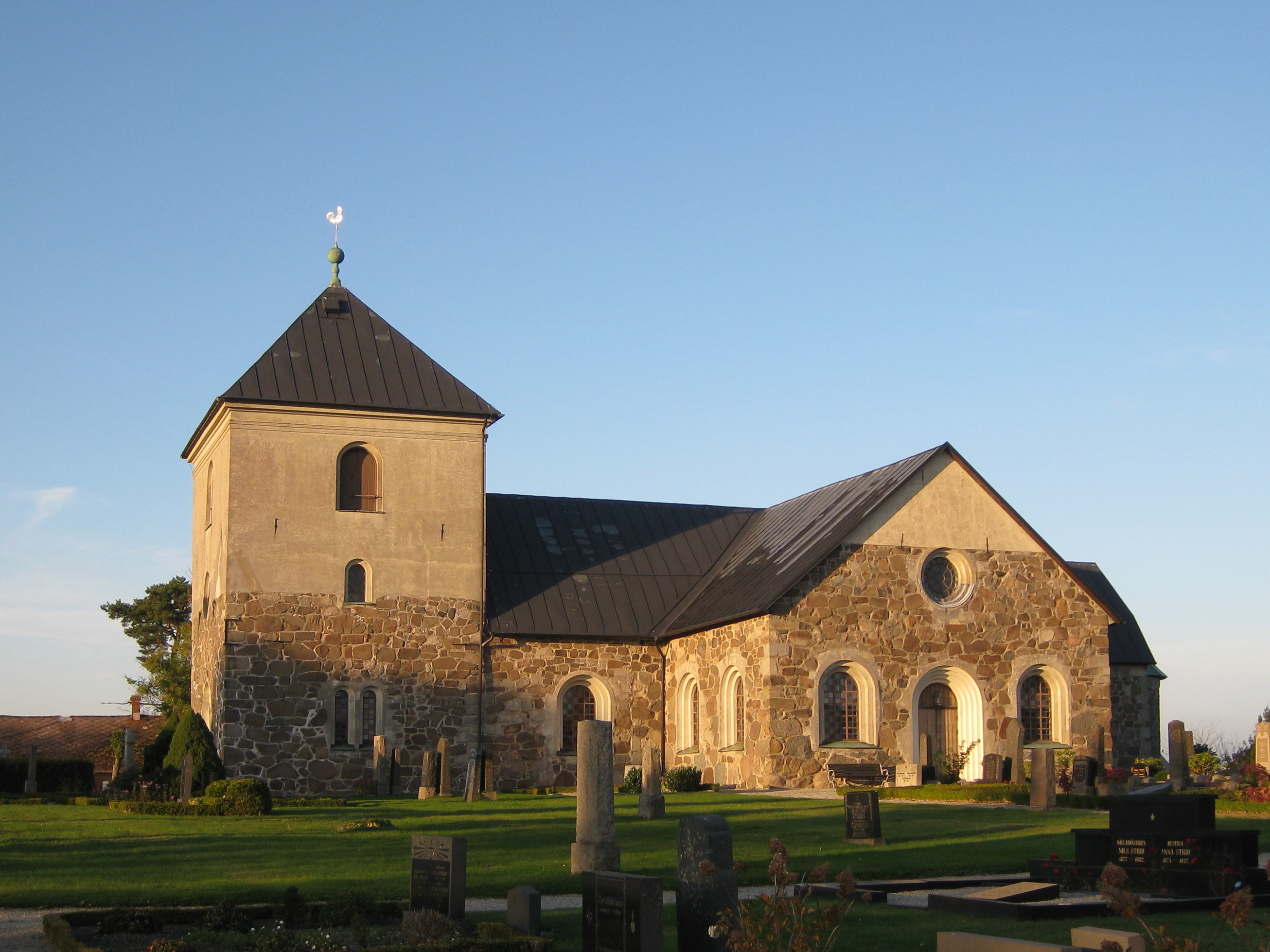
Östraby kyrka
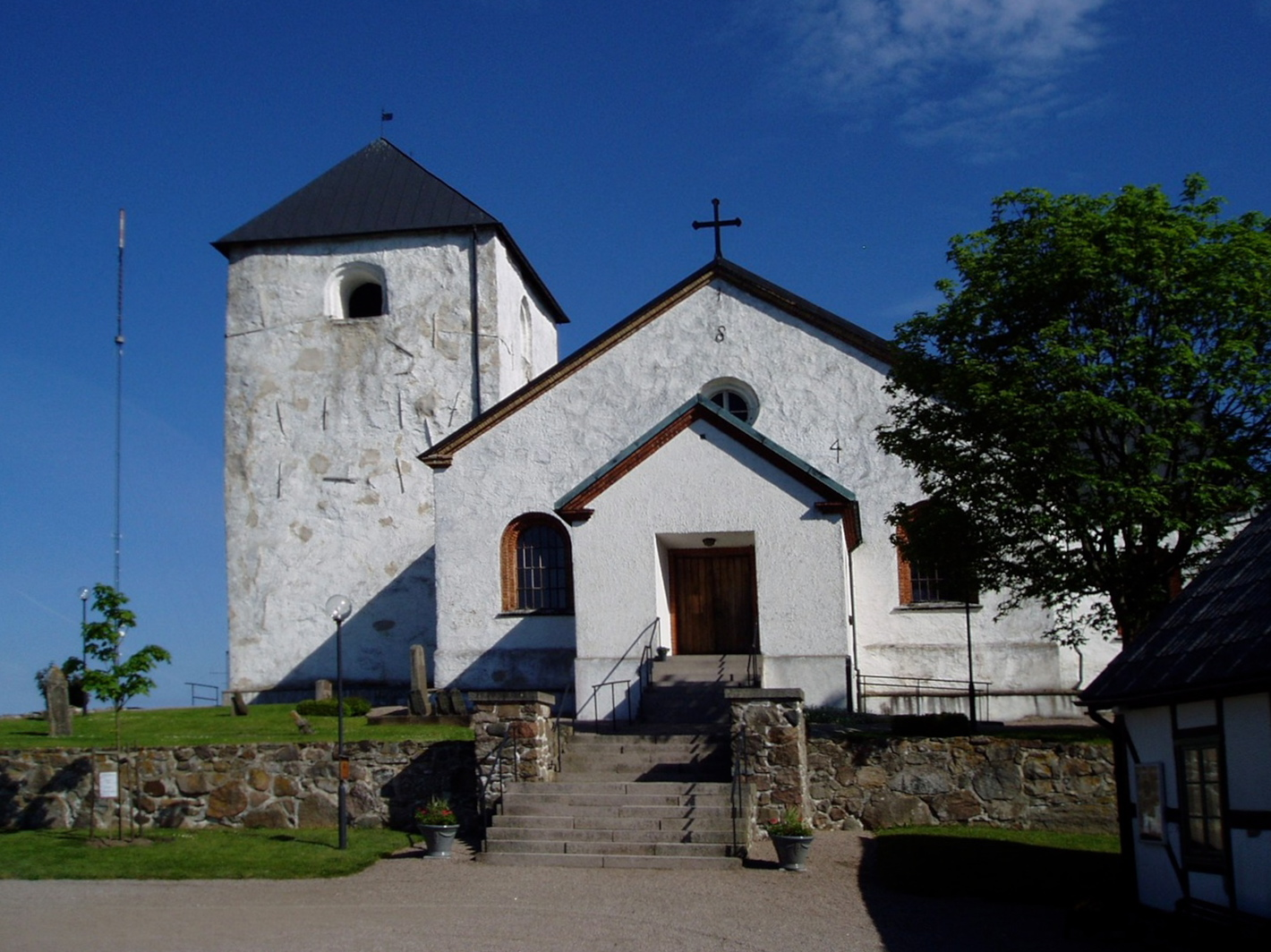
Östra Sallerups kyrka